# Кристоф фон Олденбург
Кристоф фон Олденбург (на немски: Christoph von Oldenburg, * 1504, † 4 август 1566) е немски генерал и граф на Олденбург (1526 – 1566). На него войната в Дания 1534 – 1536 г. се нарича „Графска война“.
Кристоф е вторият син на граф Йохан V (1460 – 1526) и съпругата му Анна фон Анхалт-Цербст († 1531), дъщеря на княз Георг I фон Анхалт-Цербст. По бащина линия той е внук на Герхард Смели.
Тъй като е по-малък син, Кристоф е определен за духовническа кариера. През 1515 г. е домхер в Бремен, и от 1524 г. и в Кьолн. Получава хуманистично образование. Не успява да стане епископ на Бремен. След смъртта на баща му през 1526 г. той управлява графство Олденбург заедно с братята си Йохан VI (1500 – 1548), Георг I (1503 – 1551) и Антон I (1505 – 1573). Сестра му Анна (1501 – 1575) се омъжва през 1530 г. за Ено II от Източна Фризия. Същата година Кристоф е избран за абат на манастира „Растеде“, дава на монасите рента и задържа манастира за частно жилище. Кореспондира си с Филип Меланхтон, който го определя като високообразован. Въвежда реформацията в графство Олденбург.
Кристоф става командир на наемници и генерал. След смъртта на датския крал Фридрих I през 1533 г. Кристоф предявява претенции за датския трон заради сваления през 1523 г. и затворен от 1532 г. крал Кристиан II – братовчед и приятел на Кристоф. Претенциите на Кристоф го изправят срещу сина на крал Фридрих – крал Кристиан III, с когото го свързва общият им прадядо Дитрих фон Олденбург.
От 1552 до 1554 г. Кристоф се бие във втората маркграфска война при маркграф Албрехт II Алкибиадес фон Бранденбург-Кулмбах.